# Navillera
Navillera (hangul: 나빌레라; rr: Navillera; lit. Like a Butterfly) é uma telenovela sul-coreana estrelada por  Park In-hwan,  Song Kang,  Na Moon-hee e Hong Seung-hee [ko]. Estreou na tvN em 22 de março de 2021 e está disponível para streaming na plataforma de streaming Netflix.

## Sinopse
Shim Deok-chul ( Park In-hwan) é um carteiro aposentado de 70 anos que decide perseguir seu sonho de aprender balé, o que não agrada sua família. Na academia de dança, ele conhece Lee Chae-rok ( Song Kang), um dançarino de 23 anos que se interessou por balé depois de experimentar diferentes esportes - sua mãe era dançarina de balé antes de morrer de uma doença quando ele era jovem. Ele está com dificuldades financeiras e pensa em desistir do balé quando conhece Deok-chul, o que o faz mudar de ideia.

## Elenco

### Principais
- Park In-hwan como Shim Deok-chul
- Song Kang como Lee Chae-rok
- Na Moon-hee como Choi Hae-nam
- Hong Seung-hee como Shim Eun-ho

### Secundários
- Shin Eun-jung como Kim Ae-ran
- Jung Hae-kyun como Shim Sung-san
- Kim Soo-jin como Shim Sung-suk
- Jo Sung-ha como Lee Moo-young
- Yoon Ji-hye como Eun So-ri
- Kim Tae-hoon como Ki Seung-joo
- Jeong Hee-tae como Young-il
- Jo Bok-rae como Shim Sung-gwan
- Kim Hyun-mok como Kim Se-jong
- Kim Kwon como Yang Ho-beom
- Lee So-yeong como Yoo An-na

## Recepção

### Audiência (em milhões)
| Temporada | Temporada | Número do episódio | Número do episódio | Número do episódio | Número do episódio | Número do episódio | Número do episódio | Número do episódio | Número do episódio | Número do episódio | Número do episódio | Número do episódio | Número do episódio | Média |
| Temporada | Temporada | 1                  | 2                  | 3                  | 4                  | 5                  | 6                  | 7                  | 8                  | 9                  | 10                 | 11                 | 12                 | Média |
| --------- | --------- | ------------------ | ------------------ | ------------------ | ------------------ | ------------------ | ------------------ | ------------------ | ------------------ | ------------------ | ------------------ | ------------------ | ------------------ | ----- |
|           | 1         | 0.656              | 0.655              | TBD                | TBD                | TBD                | TBD                | TBD                | TBD                | TBD                | TBD                | TBD                | TBD                | TBD   |

| Ep. | Transmissão Original | Média de audiência (AGB Nielsen) | Média de audiência (AGB Nielsen) |
| Ep. | Transmissão Original | Nacionalmente                    | Seul                             |
| --- | -------------------- | -------------------------------- | -------------------------------- |
| 1 | 22 de março de 2021  | 2.810%                           | 2.921%                           |
| 2 | 23 de março de 2021  | 2.964%                           | 3.037%                           |
| 3 | 29 de março de 2021  | TBD                              | TBD                              |
| 4 | 30 de março de 2021  | TBD                              | TBD                              |
| 5 | 5 de abril de 2021   | TBD                              | TBD                              |
| 6 | 6 de abril de 2021   | TBD                              | TBD                              |
| 7 | 12 de abril de 2021  | TBD                              | TBD                              |
| 8 | 13 de abril de 2021  | TBD                              | TBD                              |
| 9 | 19 de abril de 2021  | TBD                              | TBD                              |
| 10 | 20 de abril de 2021  | TBD                              | TBD                              |
| 11 | 26 de abril de 2021  | TBD                              | TBD                              |
| 12 | 27 de abril de 2021  | TBD                              | TBD                              |
| Média | Média                | %                                | %                                |
| - Os números azuis representam as médias mais baixas, enquanto os números vermelhos representam as mais altas - Este drama é transmitido por um canal de televisão por assinatura, que normalmente tem um público relativamente menor em comparação com as emissoras de televisão abertas (KBS, SBS, MBC e EBS). |                      |                                  |                                  |